# مدنية (البصرة)

البصرة في العراق.

مدنية ، في العراق هي قرية صغيرة في محافظة البصرة، تقع على الضفة الغربية لنهر شط العرب في جنوب العراق .     تقع هذه القرية بالقرب من بلدة الدير وتقع عند خطوط طول وعرض 30.802088 ، 47.574837. 

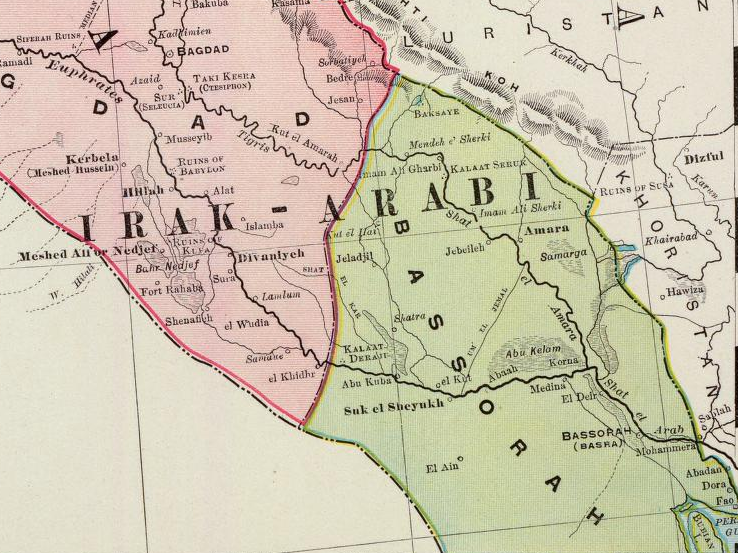
محافظة البصرة 1897.

مدينة الدير توجد بها أحد الجسور القليلة فوق شط العرب .
كما أن المنطقة قريبة أيضًا من أهوار بلاد ما بين النهرين ( أهوار الحمام )، وكانت تقليديًا موطنًا للعديد من عرب الأهوار. يوجد في البلدة مسجدان ومدرسة للبنات.
عانت المنطقة بشكل كبير خلال الحرب الإيرانية العراقية، التي كانت خلالها ساحة معركة رئيسية، وعانت مرة أخرى بعد الانتفاضة العراقية عام 1991 .